# Deutsche Stämme
Deutsche Stämme ist ein historischer soziologisch-volkskundlicher Begriff aus dem 18., 19. und frühen 20. Jahrhundert. Demnach sei das Volk der Deutschen aus mehreren frühmittelalterlichen Großstämmen entstanden. Man unterscheidet zwischen den „Altstämmen“, die sich noch vor dem Jahr 1000 herausgebildet hatten, und den „Neustämmen“, die im Verlauf der hochmittelalterlichen Ostsiedlung nach dem Jahr 1000 entstanden seien.

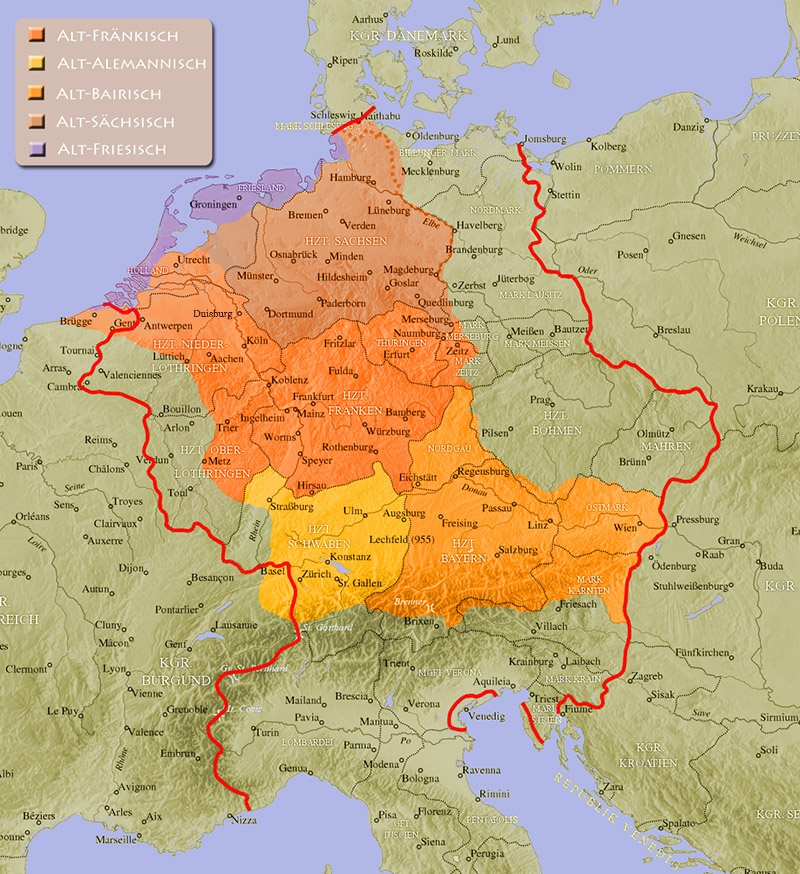
Die kontinental-westgermanischen Sprachregionen (ohne Langobardisch) zur Zeit des Übergangs vom Ostfrankenreich zum Heiligen Römischen Reich (um das Jahr 962)

Dieses „Stammes“-Konzept gilt heute als historisch ungenau und wird deshalb als Forschungsproblem begriffen. Die deutschen Stämme seien in ihrer Bedeutung im Laufe des 19. und frühen 20. Jahrhunderts überschätzt worden. Der Stellenwert, der ihnen tatsächlich zukommen sollte, bedarf demnach der weiteren Untersuchung.

## Begriffsbestimmung
Die „deutschen Stämme“ des Mittelalters werden gegenwärtig eher als „Völker“ aufgefasst, um die Vorstellung einer allzu „primitiven“ Struktur in Politik und Gesellschaft zu vermeiden. Damit verbunden ist jedoch das Problem, dass die lateinische Terminologie des Frühmittelalters sich von modernen Übersetzungen in ihrer Bedeutung unterscheidet. Die heutigen deutschen Begriffe „Stamm“, „Nation“ und „Volk“ mit den lateinischen Entsprechungen gens, natio und populus waren in ihren frühmittelalterlichen Ausprägungen anders zu verstehen.

### Altstämme
Die Liste der sogenannten Altstämme umfasst traditionell sechs „Völker“ oder „Stämme“:
| Stamm     | Anmerkung |
| --------- | --- |
| Baiern    | Die Ethnogenese des Volksstamms der Bajuwaren oder Baiern war erst im frühen Mittelalter abgeschlossen und ist bis heute gänzlich umstritten. Zu einer ersten politischen Einheit kam es durch die Herrschaft der Agilolfinger, die das Herzogtum Baiern begründeten. Nach dem Ende der politischen Selbstständigkeit 788 waren die Baiern direkt dem fränkischen König unterstellt, ehe 907 das jüngere baierische Stammesherzogtum entstand, von welchem 976 das Herzogtum Kärnten, 1156 das Herzogtum Österreich und schließlich 1180 das Herzogtum Steiermark abgetrennt wurden. Das somit auf das heutige Altbayern geschrumpfte Stammesherzogtum wurde durch Kaiser Friedrich Barbarossa dem Hause Wittelsbach überlassen. |
| Schwaben  | Im Hochmittelalter war der südwestdeutsche Raum im Stammesherzogtum Schwaben organisiert. Deren Bewohner waren die Nachkommen der Alamannen, die bereits um das Jahr 500 nach der Schlacht von Zülpich unter den Einfluss des Frankenreichs geraten waren. Von 1098 bis 1218 war das Herzogtum der Zähringer faktisch vom schwäbischen Herzogtum getrennt. Mit dem Tod Konradins im Jahr 1268 war das Stammesherzogtum Schwaben erloschen. |
| Franken   | Die Franken im Sinne eines deutschen Stammes bilden ein ethnogenetisches Problem. Das reichsbildende Volk der Franken hatte bereits im Hochmittelalter seinen Namen an das Gebiet des Stammesherzogtums Franken abgegeben, obwohl dieses Gebiet erst spät „frankisiert“ worden war. Die eigentlichen Kerngebiete der Franken waren zur Zeit des Hochmittelalters im Herzogtum Lothringen organisiert, welches damals wesentlich umfassender war als die heutige französische Region Lothringen, bei der dieser Name vermittels des Nachfolgeherzogtums Oberlothringen schließlich verblieb. In Anlehnung an das kurzlebige hochmittelalterliche Stammesherzogtum Franken hat sich das Zugehörigkeitsgefühl zu den „Franken“ auf die heutige Region Franken eingeengt, wohingegen die Bewohner Hessens (im frühen Mittelalter noch die Chatten), des Rheinlands (Rheinfranken), der Pfalz und des Saarlands sich kaum noch ein wie auch immer geartetes fränkisches Stammesbewusstsein bewahrt haben. |
| Thüringer | Die Thüringer tauchten erstmals Ende des 4. Jahrhunderts auf und besiedelten Teile des heutigen Mitteldeutschlands. Im Jahr 531 wurden die Thüringer von den Franken unterworfen. Im Gegensatz zu anderen deutschen Stämmen entstand bei den Thüringern zu Beginn des 10. Jahrhunderts kein eigenständiges Stammesherzogtum. Erst unter den Ludowingern gelang 1131 eine politische Konsolidierung in Form der Landgrafschaft Thüringen. |
| Sachsen   | Die Sachsen, deren Siedlungsgebiete im Mittelalter in den heutigen Bundesländern Niedersachsen, Westfalen, Sachsen-Anhalt und Holstein lagen, sind durch die Eingliederung in das Frankenreich und die Christianisierung erst geeint worden. Im Hochmittelalter war der Volksstamm politisch im Stammesherzogtum Sachsen organisiert. |
| Friesen   | Nachdem die Westfriesen bereits unter Karl Martell unter fränkische Herrschaft geraten waren, eroberte sein Enkel Karl der Große im Jahr 785 ganz Friesland. Die Friesen konnten mit Hilfe der ihnen gewährten Friesischen Freiheit im Mittelalter eine Sonderrolle spielen. |

Bereits mit der Entmachtung Heinrichs des Löwen im Jahr 1180 setzte der Verfall der Stammesherzogtümer ein, der mit dem Ende der Dynastie der Staufer deutlich wurde. Die spätestens seit der Mitte des 13. Jahrhunderts unverkennbare Territorialisierung des römisch-deutschen Kaiserreichs drängte den Stammesbegriff zunehmend in den Hintergrund, ließ ihn aber nie ganz verschwinden. Insbesondere im bayerischen Herzogtum der Wittelsbacher wurde ein starkes bayerisches Stammesbewusstsein gepflegt, welches bis zur Gegenwart im Begriff „Altbayern“ fortlebt.
Auch die Schwaben bewiesen trotz größter territorialer Zersplitterung ein gewisses Zusammengehörigkeitsgefühl in Form des spätmittelalterlichen Schwäbischen Städtebunds oder des frühneuzeitlichen Schwäbischen Bunds. Seit der Reichsreform im Jahr 1495 und der auf den nachfolgenden Reichstagen beschlossenen Einrichtung von Reichskreisen tauchten alte Stammesnamen in deren Bezeichnungen wieder auf, so etwa im Bayerischen Reichskreis, im Schwäbischen Reichskreis, im Fränkischen Reichskreis und im Niedersächsischen Reichskreis.

### Neustämme
Noch wesentlich problematischer zu fassen als die deutschen „Altstämme“ ist eine Liste der sogenannten „Neustämme“, die keinen Anspruch auf Vollständigkeit erhebt: Märker, Lausitzer, Mecklenburger, Obersachsen, Pommern, Schlesier und Ostpreußen werden häufig in diesem Zusammenhang genannt.
Die Österreicher zu erwähnen erscheint hierbei besonders problematisch, da sich die deutschsprachigen Gebiete Österreichs sowohl über altes bayerisches als auch in Vorarlberg über altes schwäbisches (oder alemannisches) Stammesgebiet erstrecken. In jüngerer Zeit mag die österreichische Identität eine größere Rolle spielen als die Vorstellung einer deutschen Stammeszugehörigkeit. Das Konzept der „Neustämme“ stößt da an seine Grenzen, wo zur Zeit des Nationalsozialismus von Volksdeutschen die Rede war, zu denen zum Beispiel die Baltendeutschen, die Sudetendeutschen, die Donauschwaben, die Siebenbürger Sachsen und die Wolgadeutschen gerechnet wurden.
1880 hatte Theodor Mommsen in seiner Kampfschrift Auch ein Wort über unser Judentum dafür plädiert, auch die deutschen Juden zu den deutschen Stämmen zu rechnen und keinen einzigen deutschen Stamm aus der Einheit Deutschlands auszuschließen, hatte sich mit diesem Vorschlag aber nicht durchsetzen können. Infolge des Verlusts der Ostgebiete des Deutschen Reiches nach dem Zweiten Weltkrieg und der damit einhergehenden Vertreibung der bisher dort lebenden deutschen Bevölkerung wurden viele Angehörige der sogenannten „Neustämme“, insbesondere die Ostpreußen, Pommern und Schlesier, über das Gebiet der alten Bundesrepublik Deutschland und der DDR verstreut.

## Wortgebrauch seit 1800
Die Vorstellung eines „deutschen Volkes“, das aus „deutschen Stämmen“ bestehe, entstand zu Beginn des 19. Jahrhunderts. Noch 1808 hatte Karl Friedrich Eichhorn in seiner Deutschen Staats- und Rechtsgeschichte von den „deutschen Völkern“ gesprochen. Die Literatur des 19. und frühen 20. Jh. verwendet den Begriff der „deutschen Stämme“ dann völlig selbstverständlich. Im Jahr 1810 schrieb Johann Gottfried Seume, dass Hass und Spaltung in den deutschen Stämmen herrsche und nur die Einheit das Verderben des deutschen Volkes abwenden könne.
Die Einigkeit des deutschen Volkes „in seinen Stämmen“ beschwor auch Friedrich Christoph Dahlmann in seiner Waterloo-Rede 1815. Am 28. April 1919 hielt Reichspräsident Friedrich Ebert eine Rede in Stuttgart, bei der er im Blick auf die Tendenz zur Zentralisierung des Deutschen Reichs nach dem Ersten Weltkrieg folgende Worte fand: „Die Vereinheitlichung des Reiches und die Wahrung der Stammeseigenschaften in unseren deutschen Gauen sind an sich keine Gegensätze. Sie lassen sich sehr wohl vereinen.“ Die Weimarer Verfassung von 1919 beginnt mit den Worten: „Das deutsche Volk, einig in seinen Stämmen und von dem Willen beseelt, sein Reich zu erneuern und zu festigen“.
Der Nationalsozialismus modifizierte die Theorie der deutschen Stämme gemäß seiner Rassentheorie und verlangte im Rahmen seiner antisemitischen Politik ab 1933 – zuerst von Beamten, später von weiten Bevölkerungskreisen – einen „Ariernachweis“. Da Angehörige der jüdischen Religion nicht zu den „deutschen Stämmen“ gezählt wurden, mussten die Betroffenen durch christliche Tauf- und Heiratsurkunden nachweisen, dass ihre Eltern und Großeltern – bei SS-Mitgliedern zurückreichend bis 1800 oder sogar 1750 – keine Juden waren. Das Reichsbürgergesetz 1935 legte fest, dass es „deutschen oder artverwandten Blutes“ bedurfte, um im Deutschen Reich die „vollen politischen Rechte“ zu besitzen.
Carl Erdmann bezeichnete 1935 die Baiern, Schwaben, Franken, Thüringer, Sachsen und Friesen als die deutschen Stämme, die zusammen das deutsche Volk bildeten.
Der Historiker Hans Kurt Schulze führte 1985 aus, dass das deutsche Volk auf der Grundlage von Stämmen erwachsen sei, die zwar im Laufe des Mittelalters als politisch-organisatorische und rechtliche Verbände an Gewicht verloren hätten, aber trotz großer Wandlungen als Volksgruppen im Rahmen der deutschen Nation erhalten geblieben seien. Auch die heutige Geschichtswissenschaft bedient sich noch immer des Begriffs der „Deutschen Stämme“. Jeder dieser sogenannten Stämme bildet jedoch einen Sonderfall, der hinsichtlich der Ethnogenese kritisch zu hinterfragen ist. In seinem Werk Deutschland – Frankreich: die Geburt zweier Völker sprach Carlrichard Brühl 1995 hingegen eher von Völkern als von Stämmen.
Die Einteilung der niederländischen und deutschen Dialektgruppen folgt vielfach Bezeichnungen, die den Namen der deutschen Stämme entsprechen. So werden traditionell fränkische, alemannische, thüringische, bairische und niedersächsische Sprach- und Dialektgruppen unterschieden.
In seinem populären Buch Bildung. Alles, was man wissen muß aus dem Jahr 1999 führt der Autor Dietrich Schwanitz die sechs deutschen Stämme einschließlich der Friesen auf. Im politischen Sprachgebrauch ist der Begriff seit 1945 dagegen kaum noch in Gebrauch. Eine Ausnahme bilden hier Bayern und Baden-Württemberg. In Bayern wird im Bezug auf die drei Landesteile Altbayern, Franken und Schwaben von den „bayerischen Stämmen“ gesprochen. Übergreifend werden Bewohner Baden-Württembergs landläufig als Schwaben bezeichnet. Wegen der großen Zahl von 2 Millionen aufgenommenen sudetendeutschen Kriegsvertriebenen wurde 1962 die Schirmherrschaft über die sudetendeutsche Volksgruppe als „Vierter Stamm Bayerns“ vom Freistaat Bayern beurkundet.